# Affaire Chantal Sébire
L'affaire Chantal Sébire est un cas médiatisé en France de volonté d'euthanasie, à la fin des années 2000. La médiatisation des souffrances de cette personne  — qui arguait de son droit à refuser les traitements et interventions chirurgicales qui lui étaient proposés pour réclamer celui de mourir dans la "dignité" — puis de son suicide ont ravivé le débat sur l’euthanasie en France.

## Maladie et demande d'euthanasie
Chantal Sébire est atteinte d'un esthésioneuroblastome, une tumeur très rare des sinus et de la cloison nasale. Cette tumeur, devenue incurable, entraîne des douleurs atroces, et lui fait perdre l'odorat, le goût, puis enfin la vue six mois avant sa mort. Étant contre l'idée du suicide, elle demande à la justice ainsi qu'au président de la République française, Nicolas Sarkozy, « le droit de mourir dans la dignité ».
Elle explique sa démarche dans un entretien à l'AFP le 26 février 2008, en racontant la douleur physique intense que lui cause sa maladie et l'avancée de celle-ci.
Son cas ravive le débat sur l’euthanasie, qui est interdite en France, débat qui sera relayé par les médias en Europe, en Asie et en Amérique. Plusieurs médias français et internationaux s'y intéressent comme la BBC ou Time, mais Chantal Sébire, soucieuse de ne pas voir ses paroles déformées, et son image utilisée, va fermer la porte[pas clair] à la plupart des médias, réservant sa confiance à la journaliste de France 3 dont elle a apprécié le commentaire lors d'un premier reportage, les 1er et 2 février.

## Débat autour de la demande d'euthanasie
Bernard Kouchner, ancien médecin et ministre des Affaires étrangères à ce moment, prend position pour le droit de Chantal Sébire de mourir, au contraire des positions prises par Rachida Dati, ministre de la Justice, ou de Christine Boutin, ministre du Logement et de la ville. Les propos de Christine Boutin évoquant l'apparence physique de Chantal Sébire seront dénoncés comme « scandaleux » et « mensongers » par Jean-Luc Romero, président de l'Association pour le droit de mourir dans la dignité.
Sa requête est rejetée le 17 mars 2008 par le tribunal de grande instance de Dijon. Celui-ci applique la loi Leonetti, qui ne permet que la limitation des thérapeutiques utiles et la mise en route de thérapeutiques de confort en fin de vie qui, bien que permettant l'accélération du décès, n'en font pas un objectif thérapeutique. Chantal Sébire se suicide par une ingestion massive de barbituriques, deux jours plus tard, le 19 mars, à son domicile de Plombières-lès-Dijon, en Côte d'Or (le même jour que l'écrivain belge Hugo Claus dont la loi belge avait permis l'euthanasie avec qui elle avait fait un pacte de sang).
Son décès, précédé d'un combat médiatique, a relancé un débat sur la délicate question de l'euthanasie, qui s'est multiplié sur de nombreux sites et forums Internet, en particulier ceux consacrés au livre de Marie de Hennezel, Peut-on légaliser l’euthanasie ?

## Refus des traitements
Le généticien Axel Kahn, membre du Comité national d'éthique, rapporte que Chantal Sébire a refusé aussi bien une opération, qui aurait eu de fortes chances de réussite, que toute forme de médicament (y compris la morphine), qu'elle considérait comme « du poison », pour leur préférer la seule homéopathie. Il regrette que cette vérité ait été occultée par le « tsunami médiatique ». Dans une interview au Parisien, le chef de l'unité de soins palliatifs de Dijon, le docteur Béal, indique d'ailleurs que Chantal Sébire a refusé les soins palliatifs, les antidouleurs, « qu'elle assimilait à la chimie donc à du poison ». Il reproche « à l'Association pour le droit de mourir dans la dignité (ADMD) de s'emparer de ce cas emblématique pour faire avancer sa cause » en dressant le tableau « d'une médecine bornée qui ne veut rien savoir, enfermée dans ses certitudes. Ce n'est pas ce qui s'est passé. »
Sur le plan juridique, l'avocat de Chantal Sébire, Gilles Antonowicz, argue que le « refus de tout traitement » est un droit reconnu aux malades par le Code de la santé publique. Il considère que ce droit entrait en contradiction manifeste avec l'obligation de tenir compte du « droit au respect de la dignité » de tout malade, et du droit de ce dernier « à voir ses souffrances prises en compte et traitées ». Il estime ainsi que seul le juge était en mesure de dénouer une telle contradiction.

## Articles de presse
- « La demande d'euthanasie de Chantal Sébire tranchée ce lundi par la justice », Le Monde, 17 mars 2008.
- Gaëtan Gorce, « Fin de vie, affiner la loi », Le Monde, 18 mars 2008.